# ゲキセン!
『ゲキセン!』は、『NNN ELECTION』（エヌエヌエヌ エレクション）の後を継ぎ、2003年11月9日の第43回衆議院議員総選挙から2005年9月11日の第44回衆議院議員総選挙まで、日本テレビ（NNN系列）で放送された選挙特別番組である。
正式名称は、『NNN選挙開票特別番組 ゲキセン!』（エヌエヌエヌ せんきょかいひょうとくべつばんぐみ -）または、『NNN選挙開票特別番組 激戦!』（- げきせん!）。
日曜夕方の報道番組『真相報道 バンキシャ!』を基幹番組とし、大型マルチビジョンやバーチャルセットなどを駆使しているのが特徴。

## 概要
選挙開票特番としてはJNN（TBS系）同様、加盟している系列放送局全てで放送されている（全国30局ネット）。このうち、FNN（フジテレビ系）の番組を多く放送している、クロスネット局のテレビ大分とテレビ宮崎も、日曜日のプライムタイムは全時間帯で日本テレビ系列の番組編成をとっているため、ネットされている。なお以上の2局はFNN、また福井放送とテレビ宮崎はANN（テレビ朝日系）向けの開票情報も担当している。
衛星放送のBS日テレとNNN24（現・日テレNEWS24）でも同時放送される。
中でも最も力を入れているのが、出口調査による投票終了時間である20:00のどこよりも早い議席予測。投票終了と同時に議席予測が出されるため、参考にする候補者も多い。出口調査にはその年に日テレに入社した新入社員も、選挙投票当日に調査する。
日本テレビは1957年に報道機関として初めて出口調査を実施して以来、独自の議席予測を立てている。
19:58 - 23:30の第1部は、前述の20:00の議席予測のほか、開票速報、当確デスクによる当選確実情報、注目選挙区の情勢、当選者の喜びの声、選挙ドキュメント、有権者アンケート、各党首など各党情勢、などを中継を交えて伝える。
スポーツうるぐすをはさみ、23:45 - 26:00の第2部は、現役議員や当選候補者らによる討論を行う。
2004年7月11日の第20回参議院議員通常選挙と2005年9月11日の第44回衆議院議員総選挙には、地上デジタル放送で、連動データ放送を実施した。
2005年9月11日の第44回衆議院議員総選挙当日は、プロ野球巨人対中日戦放送のため、18:00 - 22:00はゲキセン!&ナイターとして放送した。一方、NNN24（当時）とBS日テレではNNN24（当時）独自の放送で「2005衆院選NNN24ノンストップ開票速報」を放送（一部時間帯は地上波と同時）。その日の視聴率は、12.1%だった。それ以前にも、「選挙ジャンクション『選挙&ナイター』」のタイトルで開票速報と野球中継の同時放送を行なっていた。
なお、2007年の第21回参議院議員通常選挙以降、国政選挙の開票特別番組は平日深夜の報道番組『NEWS ZERO』→『news zero』をベースとした『ZERO×選挙』→『zero選挙』となっている。

## 出演者
2003年衆院選
- キャスター：福澤朗、菊川怜、藤井貴彦、笛吹雅子、小栗泉

2004年参院選
- キャスター：福澤朗、菊川怜、長谷川憲司、藤井貴彦、笛吹雅子、小栗泉
- 開票分析キャスター：金子茂

2005年衆院選
- キャスター：福澤朗、菊川怜、笛吹雅子（第1部）、小栗泉（第2部）
- 開票分析キャスター：岸田雪子
- 解説：粕谷賢之（報道局政治部長）
- コメンテーター：橋本五郎、テリー伊藤、丸山和也、住田裕子、宮崎哲弥
- リポート：近野宏明（自民党担当）、金子茂（民主党担当）、NNN各局アナウンサー・記者

※NNN24、BS日テレで放送された「2005衆院選NNN24ノンストップ開票速報」のキャスターは原元美紀、宮原亜友子が担当。
※中京エリアのキャスターは中京テレビNEWSリアルタイムキャスターの本多小百合が担当。

## 放送時間
- 2003年11月9日
  - NNN衆院選 ゲキセン! バンキシャSP　午後7時58分〜翌午前2時
- 2004年7月11日
  - NNN参院選 ゲキセン!2004夏　午後7時58分〜翌午前2時
- 2005年9月11日
  - NNN衆院選 バンキシャ!スペシャル ゲキセン&ナイター
  - 第1部「NNNバンキシャSPゲキセン!&ナイター」　午後6時〜午後8時54分
  - 第2部「NNNバンキシャSPゲキセン!」　午後8時54分〜翌午前2時